# الوزر المالح (رواية)
الوزر المالح، رواية صدرت في 2018 عن المؤسسة العربية للدراسات والنشر، للكاتب مجدي دعيبس، روائي وقاص أردني من مواليد عام 1968، حازت الرواية على جائزة كتارا للرواية العربية عن فئة الروايات المنشورة 2019.

## ملخص الرواية
"الوزر المالح" هي رواية تأخذنا في رحلة زمنية خلال الحرب العالمية الأولى، تروي أحداثها من زوايا مختلفة لشخصيات متنوعة، بدايةً من الإنكليز والعثمانيين إلى وجهة نظر العرب. تتركز الرواية حول الشخصية البريطانية الجنرال (اللنبي) والضابط التركي (سليم بركات)، وتتناول قصة حب بين (سليم) و(مريم)، وكيف تتأثر حياتهما بالحرب والأحداث التاريخية. يبرز تحول شخصية (سليم) من عسكري إلى إنسان محب ومضحي، وتنتهي الرواية بمأساة حينما تفارق (مريم) الحياة. تقدم الرواية صورة شاملة للحرب وتأثيرها على العلاقات الإنسانية، وتبرز الجوانب الإنسانية والرومانسية في سياق الصراعات التاريخية.

## جوائز
توجت الرواية بجائزة كتارا للرواية العربية في فئة "الروايات المنشورة" 2019.